# Bussolengo
Bussolengo est une commune italienne de la province de Vérone dans la région Vénétie en Italie.

## Histoire
26 mars 1799 : bataille de Bussolengo entre les troupes françaises du général Marmont et les troupes autrichiennes.
Dominique Honoré Antoine Vedel, à la tête de la 17e demi-brigade légère française de deuxième formation, s'y distingua particulièrement.

## Administration
| Période                                  | Période | Identité | Étiquette | Qualité |
| ---------------------------------------- | ------- | -------- | --------- | ------- |
|                                          |         |          |           |         |
| Les données manquantes sont à compléter. |         |          |           |         |

### Hameaux
San Vito

### Communes limitrophes
Castelnuovo del Garda, Lazise, Pastrengo, Pescantina, Sona, Vérone

### Jumelages
- Nieder-Olm (Allemagne) depuis 1984

## Personnalités liées à la commune
- Mauro Ottolini, tromboniste et tubiste de jazz né en 1972 à Bussolengo
- Michela Brunelli, pongiste handisport née en 1974 à Bussolengo
- Tomas Alberio, cycliste de l'équipe Geox-TMC né en 1989 à Bussolengo